# Жёлтый туман
«Жёлтый тума́н» (но в тексте первой публикации пишется «Желтый Туман») — сказочная повесть Александра Волкова, пятая книга цикла о Волшебной стране.

## История создания
Идея написания книги возникла у Волкова в июле 1968 года и была реализована за 24 дня. Первый анонс повести состоялся в журнале «Наука и жизнь» (№ 12 за 1968 год), где в дальнейшем состоялась первая публикация (но с сокращениями) сказки (№ 3, 6—8 за 1970 год). Отдельной книгой была издана в 1974 году.

## Сюжет
Через одно-два тысячелетия после того, как волшебник великан Гуррикап создал Волшебную страну, он обнаружил, что в ней объявилась злая колдунья Арахна, которая начала вредить всем местным жителям. Она также была великаншей, но пониже его ростом. Гуррикапу удаётся победить Арахну, однако, будучи мягкосердечным по натуре, он не стал лишать её жизни, а погрузил в волшебный сон на пять тысяч лет, надеясь, что за такой долгий срок колдунья перевоспитается. Когда Арахна уснула, Гуррикап с удивлением узнал, что она пришла в Волшебную страну не одна, а привела с собой своих слуг — гномов. Гномы обратились к Гуррикапу с просьбой позволить им ухаживать за телом спящей Арахны: с древних времён они верно и преданно служили колдунье, при этом она единственно по отношению к их племени не совершала никаких злодеяний и даже, наоборот, в чём-то их отблагодарила. Получив разрешение, гномы общими усилиями доставили Арахну в пещеру, в которой она жила, и с тех пор изо дня в день оберегали от внешних воздействий. Прошло много-много лет, Гуррикап умер, Арахна продолжала спать волшебным сном, а гномы охраняли её покой, одновременно ведя летопись истории Волшебной страны и передавая эти обязанности из поколения в поколение.
В Волшебной стране наступают современные дни. После второго свержения, на этот раз в качестве «Огненного бога», Урфин Джюс в страхе убегает от возможной расправы, но Марраны никакой расправы не устраивают, а лишь презрительно что-то кричат ему вслед. Обратное путешествие Урфина в Голубую страну превращается в ещё более невыносимую пытку, чем прежде: Топотун и Эот Линг исчезли в суматохе, и теперь его сопровождает только филин Гуамоко. Как и в прошлый раз, его встречают по дороге местные жители, но на сей раз они предоставляют ему временный кров и не говорят ни слова упрёка. Добравшись до пепелища на том месте, где стоял его дом (отправившись к Марранам, завоеватель таким образом хотел навсегда распрощаться с неудачливым прошлым), Урфин с удивлением вновь обнаруживает на своём участке те самые растения, из которых он когда-то сделал живительный порошок. На какой-то момент в нём опять пробуждается жажда власти, но в конечном итоге совесть берёт верх: Урфин уничтожает растения и уходит поближе к Кругосветным горам, где строит хижину и разводит огород.
Проходит год, и наступает срок пробуждения Арахны. Надежды Гуррикапа не оправдались: её нрав не претерпел существенных изменений к лучшему, и она за пять тысячелетий сна не забыла о своих злых, низменных устремлениях (правда, колдунья с досадой обнаруживает, что из её памяти стёрлись некоторые мощные заклинания). Она читает летопись гномов и проявляет интерес к событиям последних лет. Узнав подробно о нынешнем положении дел, Арахна хочет прибрать всю страну к своим рукам. Первым делом она решает найти знакомого ей по летописи Урфина, полагая, что он станет ей полезным советником. Но, когда гномы приводят к ней огородника, тот наотрез отказывается принять предложение Арахны и говорит ей, что невозможно силой захватить тех, кто свободолюбив, а если она вздумает начать войну, то вместо победы может обрести свою погибель. Тогда гномы приводят к колдунье Руфа Билана, занимавшего высочайшую должность в Изумрудном городе во время первого правления Урфина. С ним у Арахны всё получается довольно просто: незадолго до этого Билан очнулся от десятилетнего сна (которому был подвергнут в финале третьей книги) и всё ещё пребывал в процессе воспитания — разум у него на тот момент был как у ребёнка, и он был необычайно внушаем. По приказу Арахны гномы дают прочесть Билану все отрывки из их летописи, в которых он фигурирует (его предательство, благодаря которому Урфин захватил Изумрудный город, его бегство в Подземелье, где он разрушил источник Усыпительной воды). Вспомнив всё, Билан становится таким же скверным, каким был до усыпления.
Напасть на земли волшебниц Виллины и Стеллы Арахна не решается, поэтому верхом на летающем ковре делает попытки захватить поочерёдно долину Марранов, Фиолетовую страну, Изумрудный город, поселение рудокопов и Голубую страну, используя практически во всех случаях Билана в качестве парламентёра. Но всё оборачивается против неё: Марраны забрасывают её камнями из пращей, припоминая ей то, что Урфин Джюс уже пытался ими манипулировать; Мигуны ранят выстрелом из пушки, и она, спасаясь, теряет свои башмаки; жители Изумрудного города оглушают валуном из катапульты; рудокопы пускают в дело драконов и шестилапых (при этом один из драконов — Ойххо — отрывает от волшебного ковра кусок, который сохраняет способность летать); а получившие предупреждение Жевуны прячутся в землянках. Поразмыслив, Арахна использует самое страшное заклинание из своей магической книги — ядовитый Жёлтый Туман, который, согласно её приказу, не охватывает только земли Розовой и Жёлтой стран и её собственные. Вскоре люди и животные начинают чувствовать на себе губительное воздействие этой напасти: глаза слезятся, лёгкие разрывает жестокий кашель, а густота самого тумана приводит к тому, что он не пропускает солнечные лучи. В Изумрудный город приходит Руф Билан с ультиматумом — либо стать рабами Арахны, либо медленно и мучительно задыхаться ядовитым туманом. Доктора Бориль и Робиль находят спасение от двух бед. По их гениальным предложениям глаза защищают очками, плотно прилегающими к коже, а лёгкие — листьями растения рафало́о, которые повязывают в качестве масок на дыхательные пути. Но третья беда, то есть постепенное похолодание, превращается в настоящую катастрофу: Волшебной стране грозит вечная зима, а значит, и постоянные неурожаи. Происходит массовая миграция животных в области, не охваченные туманом, Марраны находят укрытие у Болтунов — подданных Стеллы, а Жевуны и рудокопы переселяются в Подземную страну. К радости Страшилы и его круга, ещё до появления тумана они наблюдают по волшебному ящику изменения в характере Урфина Джюса, и во время воцарившейся напасти он придумывает действенный способ очищать воздух в помещении. Ему отправляют деревянного гонца с очками и листьями рафалоо для него и для филина. К сожалению, при тумане ящик перестаёт работать.
В итоге, вспоминая рассказы Элли про холодные зимы в её родном Канзасе, штаб Страшилы решает призвать на помощь Энни и Тима, чтобы они хотя бы научили их шить зимнюю одежду и строить тёплые дома. В Канзас за ребятами отправляется Фарамант на драконе Ойххо. Именно в этот момент у Смитов снова гостит Чарли Блек. Узнав обо всём, он говорит, что дома и одежда не помогут жителям Волшебной страны, ведь зима будет только усиливаться, поэтому единственный выход — это отменить заклинание Жёлтого тумана, а значит, гибель Волшебной страны предотвратит только гибель Арахны. Вместе с ребятами он везёт в Волшебную страну большое количество железных листов, пружин и шестерёнок, из которых Мигуны собирают гигантского Железного Рыцаря Тилли-Вилли. Тилли-Вилли является автономным и, кроме того, оживает по всем законам Края Чудес, но некоторые его функции требуют стороннего управления, поэтому внутри него в специальной кабине сидит мастер Лестар. Железный Рыцарь называет Чарли Блека, по замыслу и чертежам которого его построили, своим папой, а также трепетно относится к Лестару и считает его своим в некотором роде учителем.
Передвижной штаб, устроенный в фургоне, в котором Элли когда-то прилетела из Канзаса, Тилли-Вилли и отряд дуболомов, которые тянут фургон и заводят пружины Железному Рыцарю, отправляются в поход, преодолевая многочисленные ловушки колдуньи. В пути Чарли Блек приходит к выводу, что перевес, однако, не на их стороне — у Арахны есть волшебный ковёр, на котором она может улететь, но и без ковра она, в отличие от Тилли-Вилли, куда более физически проворна. Тим вызывается лететь на их коврике в её владения и вести за собой мышиную армию королевы Рамины. Мыши, в конце концов, сгрызают ковёр Арахны, а Тим возвращается к своим, после чего Энни летит на этом же коврике к орлу Карфаксу и просит его о помощи в финальном сражении. Добравшись до пещеры Арахны, все с помощью волшебного ящика выслеживают её, загоняют в скалы, а Тилли-Вилли и Карфакс атакуют её с земли и с воздуха. Во время битвы колдунья, осознав своё поражение, с отчаянным криком: «Урфин был прав!» бросается в бездонную пропасть.
Друзья отправляются в обратную дорогу к пещере Арахны. Карфакс приносит сюда Энни раньше остальных и улетает, а Энни неожиданно для себя встречает гномов. Их старейшина и летописец Кастальо рассказывает, что все эти годы на них было наложено заклятие, по которому они должны были во всём повиноваться Арахне и не пытаться действовать ей во вред. Но поскольку Арахна сейчас не просила их вести войну против её врагов, то гномам удавалось занимать нейтральную позицию, и поэтому они, отличные разведчики, хоть и знали о планах Изумрудного города, не донесли о них Арахне. После этого гномы показывают ей тайник с волшебной книгой Арахны. Затем, когда сюда прибывают все остальные, к ним выходит перепуганный Руф Билан. Страшила решает помиловать его, понимая, что он попал к Арахне в том состоянии, когда больше всего был подвержен внушению, и Билана вновь отправляют в подземную страну для короткого усыпления, после которого его перевоспитают по-настоящему. По просьбе гномов Страшила соглашается сделать их своими подданными, а в качестве дани налагает на них обязанность продолжать вести подробную летопись событий в Волшебной стране. Чарли Блек читает заклинание, рассеивающее Жёлтый Туман, и, когда над страной вновь появляется яркое солнце, предаёт книгу огню. Все возвращаются в Изумрудный город. Горожане приветствуют героев, и во дворце устраивается большой пир. За окном дворца дракон Ойххо ждёт Энни, Тима, Чарли Блека и Артошку, чтобы отвезти их в Канзас.

## Персонажи
- Арахна
- Антрено
- Кастальо
- Страшила Мудрый
- Железный Дровосек
- Смелый Лев
- Урфин Джюс
- Кагги-Карр
- Дин Гиор
- Фарамант
- Ружеро
- Руф Билан
- Лестар
- Ойххо
- Карфакс
- Тилли-Вилли
- Тим О’Келли
- Энни Смит
- Чарли Блек
- Артошка